# Bradshaw (ciruela)
Bradshaw es una variedad cultivar de ciruelo (Prunus domestica), de las denominadas ciruelas europeas. Una variedad de ciruela descrita en 1846 de progenitores desconocidos. Las frutas de tamaño mediano a grande de forma ampliamente oblongo ovalado u obovado, valvas desiguales, ápice redondeado o deprimido, tienen piel color púrpura rojizo oscuro cambiando a negro violáceo en el lado soleado, cubierto de una espesa pruina, y pulpa de color amarillo pálido, carente de jugo, textura firme, ácida a menos que esté completamente madura. Prospera en climas templados, tolera las zonas de rusticidad según el departamento USDA, de nivel 4.

## Sinonimia
- "Black Imperial",
- "Grosse Schwarze Kaiser Pflaume",
- "Hart Prune",
- "Large Black Imperial",
- "Mooney",
- "Niagara".[2]

## Historia
'Bradshaw' variedad de ciruela europea que desafortunadamente, se desconoce el origen de esta ciruela. Los europeos y algunos estadounidenses han sostenido que proviene de América, pero, al ser idéntica a la 'Large Black Imperial', debe ser de origen extranjero. Fue nombrada por C. M. Hovey en 1846 y descrita en su Revista de Horticultura con la siguiente explicación: «A falta de un nombre para distinguir una ciruela muy grande y excelente, exhibida durante tres o cuatro años consecutivos por E. E. Bradshaw, Esq., de Charlestown, la hemos llamado ciruela Bradshaw». 'Niagara', una variedad muy conocida en este estado, es idéntica a 'Bradshaw' en todas sus características, a pesar de su supuesto origen distinto. Si 'Niagara' tiene un origen distinto, probablemente sea una plántula de Bradshaw. Bradshaw fue recomendada a los fruticultores como una variedad prometedora por la "Sociedad Americana de Pomología" en 1856 y desde entonces ha permanecido en la lista de frutas de la sociedad.
'Bradshaw' ha sido descrita por: 1. Mag. Hort. 12:341. 1846. 2. Horticulturist 10:15, 253. 1855.   3. Am. Pom. Soc. Rpt. 190,214. 1856. 4. Cultivator 8:25 fig. 1860. 5. Mas Pom. Gen. 2:3, fig. 2. 1873. 6. Mich. Pom. Soc. Rpt. 303. 1878. 7. Am. Pom. Soc. Rpt. 61, 118. 1883. 8. Hogg Fruit Man. 709. 1884. 9. Rural N. Y. 44:103. 1885. 10. Me. Pom. Soc. Rpt. 130. 1888. 11. Ibid. 144. 1889. 12. Mathieu Nom. Pom. 434. 1889. 13. Mich. Sta. Bul. 103:32, 33, fig. 6. 1894. 14. Guide Prat. 157, 359. 1895. 15. Cornell Sta. Bul. 131:182. 1897. 16. Mich. Sta. Bul. 169:242, 244. 1899. 17. W. N. Y. Hort. Soc. Rpt. 44:91. 1899. 18. Thompson Gard. Ass't 4:158. 1901. 19. Waugh Plum Cult. 97. 1901. 20. Ont. Fruit Exp. Sta. Rpt. 16, 17 fig. 1902. 21. Va. Sta. Bul. 134:40. 1902. 22. Can. Exp. Farm Bul. 43:33. 1903. 23. Ohio Sta. Bul. 162:239, 254, 255, 256. 1905.

## Características
'Bradshaw' árbol de porte grande, vigoroso, redondo y de copa densa, resistente y productivo; ramas de color gris ceniza, lisas excepto por las numerosas lenticelas pequeñas y elevadas; ramilletes de medianos a gruesos, de longitud variable, con entrenudos cortos, de color rojo verdoso que cambia a marrón oscuro pardusco, opacos, densamente pubescentes, con lenticelas elevadas intermedias en número y tamaño; yemas de las hojas de tamaño y longitud promedio, cónicas o puntiagudas, libres. Es autofértil no necesitando otra variedad polinizadora. Flor blanca, que tiene un tiempo de floración que comienza a partir del 9 de abril con el 10% de floración, para el 13 de abril tiene una floración completa (80%), y para el 22 de abril tiene un 90% de caída de pétalos.
'Bradshaw' tiene una talla de tamaño mediano de forma ampliamente oblongo ovalado u obovado, valvas desiguales, ápice redondeado o deprimido;epidermis tiene una piel de grosor inferior a la media, dura, ácida, se separa fácilmente, de color púrpura rojizo oscuro cambiando a negro violáceo en el lado soleado, cubierto de una espesa pruina; puntos numerosos, rojizo claro; sutura variable en profundidad; pedúnculo de longitud mediano, fuerte; pulpa de color amarillo pálido, carente de jugo, textura firme, ácida a menos que esté completamente madura; de calidad regular.
Hueso semi adherido a no adherido, mediano, alargado, con superficies picadas, roma en la base y puntiaguda en el ápice; sutura ventral ancha, roma; sutura dorsal con un surco ancho y profundo.
Su tiempo de recogida de cosecha se inicia en su maduración en la primera decena de agosto. La producción se obtiene con regularidad.

## Usos
Se usa comúnmente como ciruela fresca de poste en mesa y en opción para preparados culinarios, ideal para hornear pasteles en bandeja.
En Canadá se elabora un licor de estas ciruelas.